# Théodose II de Constantinople
Pour les articles homonymes, voir Théodose.

Theodosius ou Théodose II de Constantinople (en grec : Θεοδόσιος Β΄) fut patriarche de Constantinople du 11 avril 1769 au (probablement) 16 novembre 1773.